# Harnischia longispuria
Harnischia longispuria är en tvåvingeart som beskrevs av Wang, Zheng och Ji 1993. Harnischia longispuria ingår i släktet Harnischia och familjen fjädermyggor.
Artens utbredningsområde är Hainan (Kina). Inga underarter finns listade i Catalogue of Life.